# Sudario (personaggio)
Sudario (Shroud), il cui vero nome è Maximillian Quincy Coleridge, è un personaggio dei fumetti della Marvel Comics, realizzato da Steve Englehart e Herb Trimpe. Appare per la prima volta in Super Villain Team Up (Vol. 1) n. 5 del 1976. È ispirato a Batman e all'Uomo Ombra.

## Biografia del personaggio
Figlio di Quincy e Julie Coleridge, Max perde entrambi i genitori all'età di 10 anni per mano di alcuni criminali. Decide quindi di dedicare la propria vita alla lotta contro il crimine. Dopo la laurea, si unisce al misterioso "Culto di Kali", dove per sette anni viene allenato a diversi stili di arti marziali; quindi, durante la cerimonia finale, viene marchiato a fuoco nel viso con il "Bacio di Kali". Il marchio gli fa perdere la vista, ma gli fa acquistare una percezione mistica extrasensoriale, che gli permette di vedere attraverso pareti ed oggetti. Tornato negli Stati Uniti, assume l'identità di Sudario.
La sua prima avventura come eroe lo vede lottare con il Dottor Destino, nel tentativo di condannarlo per tutti i crimini commessi. Un rapido susseguirsi degli eventi lo vede però finire a collaborare con Capitan America e con lo stesso Destino, per sventare i piani criminali del Teschio Rosso. Dopo essere stato colpito da un raggio ipnotico costruito dal Teschio, Sudario viene riportato sulla Terra; qui, dopo una lunga riabilitazione, scopre che il raggio ha attivato in lui il potere di controllare la "Forza Oscura" (Darkforce), un'energia proveniente da un'altra dimensione.
Collabora in seguito con diversi eroi, tra cui la Donna Ragno, con Tigra e con i Vendicatori della Costa Ovest. Decide poi di stanziarsi a Los Angeles e di formare un gruppo di criminali, i Night Shift, in modo da tenerli a bada e, allo stesso tempo, dare la caccia ad altri criminali della città. Durante la sua permanenza nel gruppo, si ritrova ad aiutare Capitan America che è alla ricerca del criminale noto come Power Broker.

## Poteri e abilità
L'esposizione al bombardamento di raggi ipnotici del Teschio Rosso ha scatenato in Sudario l'esplosione di un potere latente: l'abilità di creare aperture verso la Dimensione Oscura e di manipolarne le forze. Sudario ha il controllo completo su questa oscurità e può quindi creare a piacimento qualsiasi forma impenetrabile alla luce. Dopo l'accecamento causato dal Culto di Kali, Sudario ha acquisito una straordinaria capacità percettiva che gli permette di captare qualsiasi cosa oltre pareti e oggetti circostanti. Inoltre, possiede grandi capacità fisiche ed un addestramento di livello militare alla lotta, possiede armi ed esplosivi e un aereo personale monoposto.